# Subaru Baja
O Baja é um utilitário esportivo da Subaru, uma especie de mistura de caminhonete com sedã, cuja base é a mesma do Legacy, era equipado com tração integral nas 4 rodas, foi vendido ate 2006.
1. ↑  «Subaru Baja (2003) | Precios, Ficha técnica, Características» (em espanhol). Consultado em 17 de fevereiro de 2025